# Graissessac
Graissessac é uma comuna francesa na região administrativa de Occitânia, no departamento de Hérault. Estende-se por uma área de 10,03 km². Em 2010 a comuna tinha 641 habitantes (densidade: 63,9 hab./km²).